# زلاتیتسا
زلاتیتسا شهری در استان صوفیه کشور بلغارستان است که جمعیت آن در سال ۲۰۰۱ میلادی ۵٬۷۵۷ نفر بوده‌است.